# Kokthang
Der Kokthang (Kokthāṅ) befindet sich im Himalaya an der Grenze zwischen Nepal im Westen und dem indischen Bundesstaat Sikkim im Osten.

## Lage
Der Berg befindet sich 16,8 km südlich des Achttausenders Kangchendzönga. Im Norden trennt der Gebirgspass Rathong La den Kokthang von dem 6682 m hohen Rathong.

## Besteigungsgeschichte
Die Erstbesteigung des Kokthang gelang einer indischen Armeeexpedition (Major K. S. Rana, Captain K. P. S. Ahluwalla und zwei Sherpas) am 26. April 1962. Seither wurde der Berg mehrmals bestiegen.